# Boeing Bird of Prey
El Boeing Bird of Prey (en español Boeing Ave de Presa) fue un avión proyecto negro, desarrollado para demostrar la tecnología de avión furtivo. Fue desarrollado por McDonnell Douglas y Boeing en los años 1990. Sus objetivos eran bastante ambiciosos. La tecnología desarrollada y los nuevos materiales fueron usados en el posterior Boeing X-45, un nuevo avión no tripulado. Al ser un proyecto interno de la compañía Boeing, no recibió la denominación de "X-" que sí recibieron los aviones experimentales construidos con la Fuerza Aérea de Estados Unidos. No hay planes públicos para hacerlo un avión de producción. Está caracterizado como un demostrador de tecnología.

## Diseño y desarrollo
El desarrollo del Bird of Prey comenzó en 1992 por la división Phantom Works de McDonnell Douglas de proyectos especiales, en el Área 51. Fue un avión diseñado, desarrollado, construido y probado en vuelo sin aprobación o contrato alguno del congreso. Se desarrolló en su totalidad como proyecto de investigación, y la financiación del desarrollo del prototipo lo pagó Boeing. 
El nombre del avión es una referencia a la nave klingon Bird of Prey de la serie de televisión Star Trek. Phantom Works se convirtió más tarde en parte de Boeing Integrated Defense Systems después de la fusión Boeing–McDonnell Douglas en 1997.
El primer vuelo fue en 1996, y se realizaron 39 vuelos más hasta la conclusión del programa en 1999. El Bird of Prey fue diseñado para evitar las sombras y se cree que ha sido usado para probar camuflaje activo, lo que implicaría que sus superficies cambiarían de color o luminosidad para coincidir con el entorno. El avión probó los últimos avances en tecnología que podían mejorar la furtividad y se construyó sin costuras, remaches ni sujetadores visibles, lo que le resultó en un diseño elegante y aerodinámico a la par que más discreto en todos los sentidos. Su tecnología de construcción incluyó el alineamiento de bordes para reducir firma radar, pintura absorbente de radar y un diseño para reducir al mínimo la firma radar, visual e infrarroja.
Como era un avión demostrador, el Bird of Prey usaba un motor turbofán comercial y controles hidráulicos manuales en vez de fly-by-wire. Esto acortó el tiempo de desarrollo y redujo considerablemente su coste (un avión de producción habría tenido controles por ordenador).

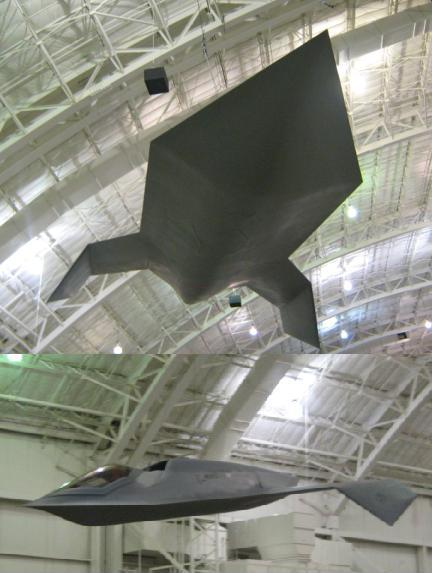
Bird of Prey en el Museo Nacional de la Aviación.

La forma es lo suficientemente estable como para volar sin correcciones de ordenador. Su estabilidad aerodinámica se debe en parte a la sustentación proporcionada por las extensiones laterales, como las usadas por otros aviones como el Lockheed SR-71 Blackbird. Esto proporciona sustentación al morro durante el vuelo. Esta configuración, que puede ser estable sin cola horizontal ni timón vertical convencional, ahora es estándar en los últimos vehículos aéreos no tripulados furtivos como el Boeing X-45 y el Northrop Grumman X-47B, aviones sin cola que usan timones de resistencia (frenos de punta alar usados asimétricamente) como control de timón.
El avión, al que se le había dado la designación YF-118G como cobertura, fue revelado a la opinión pública el 18 de octubre de 2002. El proyecto se utilizó para probar varias nuevas tecnologías en un entorno controlado y ver cómo se podían aplicar a nuevos aviones stealth. Se considera que el F-22 y F-35 se beneficiaron de estas pruebas. El avión se puede encontrar en el Museo Nacional de la Fuerza Aérea, en Dayton.

## Avión en exhibición
El Bird of Prey fue puesto en exhibición en el Museo Nacional de la Fuerza Aérea de Estados Unidos en la base Wright-Patterson, cerca de Dayton (Ohio), el 16 de julio de 2003. Actualmente está en exhibición en la Galería de Vuelo Moderno del Museo, encima de su F-22 Raptor.

## Especificaciones

### Características generales
- Tripulación: Uno (piloto)
- Longitud: 14,2 m (46,7 ft)
- Envergadura: 6,9 m (22,7 ft)
- Altura: 2,8 m (9,3 ft)
- Superficie alar: 20,4 m² (estimado)
- Peso máximo al despegue: 3356 kg (7396,6 lb)
- Planta motriz: 1× turbofán JT15D-5C.
  - Empuje normal: 14,2 kN (1448 kgf; 3192 lbf) de empuje.

### Rendimiento
- Velocidad máxima operativa (Vno): 482 km/h (300 MPH; 260 kt)
- Techo de vuelo: 6100 m (20 013 ft)

## Aeronaves relacionadas

### Desarrollos relacionados
- Boeing X-45

### Aeronaves similares
- Lockheed Have Blue
- Northrop Tacit Blue

### Secuencias de designación
- Secuencia YF-_ (designaciones encubiertas estadounidenses): YF-113 (III) (C) - YF-114 (C/D) - YF-117 (A, D) - YF-118